# Javanaise (race de poule)
Pour les articles homonymes, voir Javanaise.
 (octobre 2022).
Si vous disposez d'ouvrages ou d'articles de référence ou si vous connaissez des sites web de qualité traitant du thème abordé ici, merci de compléter l'article en donnant les références utiles à sa vérifiabilité et en les liant à la section « Notes et références ».
La javanaise est une race de poule naine française.

## Description
C'est une volaille légère, d'allure fière, volant facilement, possédant cinq doigts et une queue assez longue et fournie. 
La poule est bonne couveuse et pond des œufs à coquille bleu-vert. 

### Origine
Homologuée en France par l'abbé Charles Keller (Alsace). 
Elle fut créée à partir de poules en provenance du zoo de San Diego (Californie), issues du croisement de poules sauvages avec des races domestiques.
Des poules sauvages, elle a hérité la couleur du plumage et la masse, et des poules domestiques la crête frisée, le cinquième doigt et les œufs à coquille bleu-vert.

### Standard officiel
- Masse idéale : coq : 1.2 kg ; poule : 850g
- Crête : frisée (en noix)
- Oreillons : blanc bleuté
- Couleur des yeux : rouge orangé
- Couleur de la peau : jaune
- Couleur des tarses : vert
- Variétés de plumage : saumon doré foncé, saumon doré clair.
- Œufs à couver : 30g environ, coquille bleu-vert
- Diamètre des bagues : coq : 14mm ; poule : 12mm

## Galerie de photos

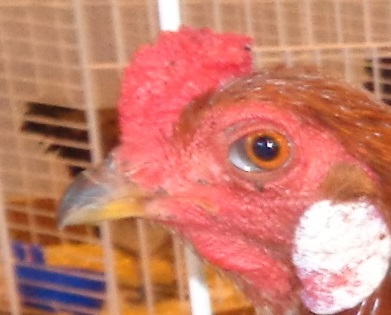
La crête en forme de "noix" de la race Javanaise.

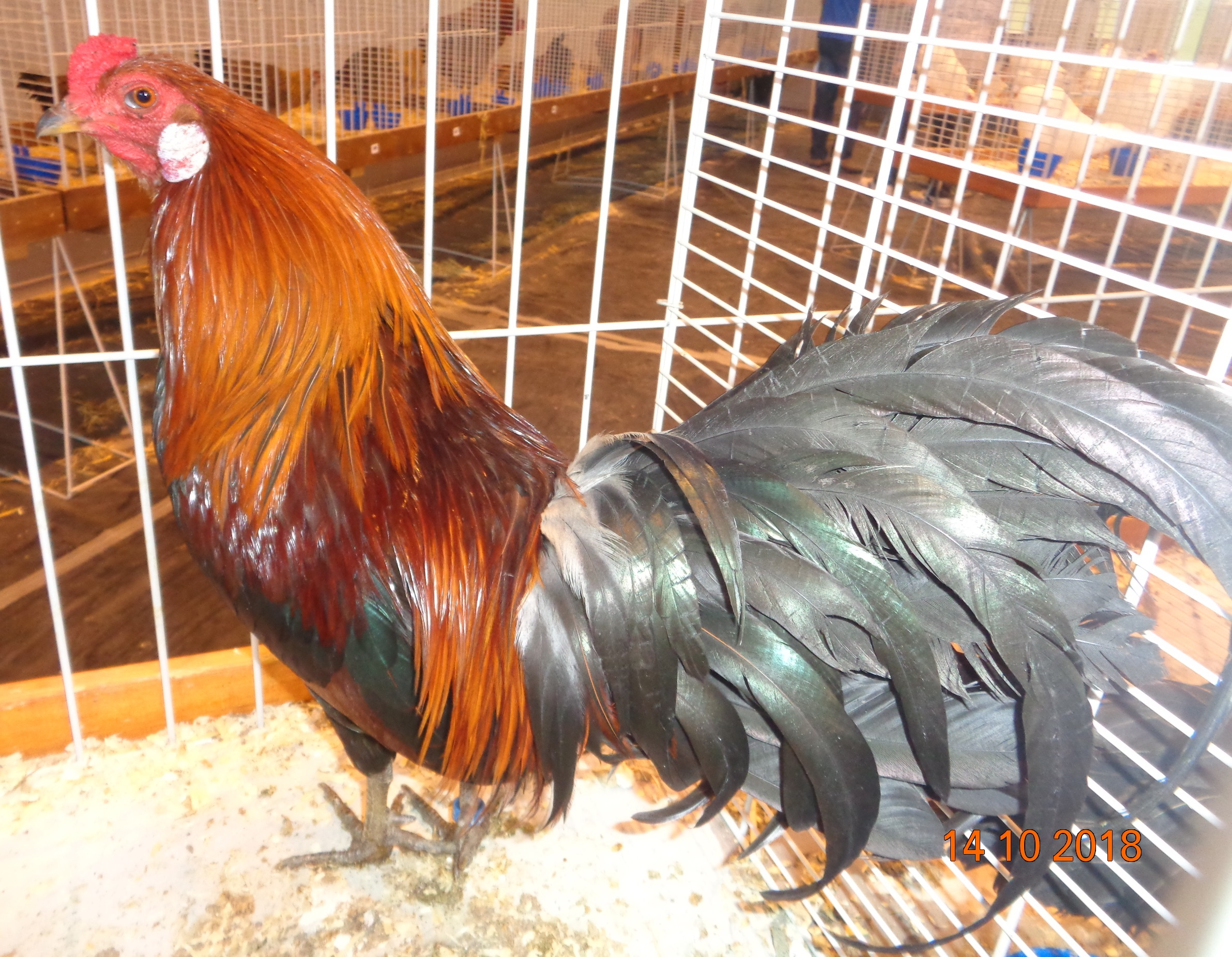
Coq Javanaise saumon doré foncé
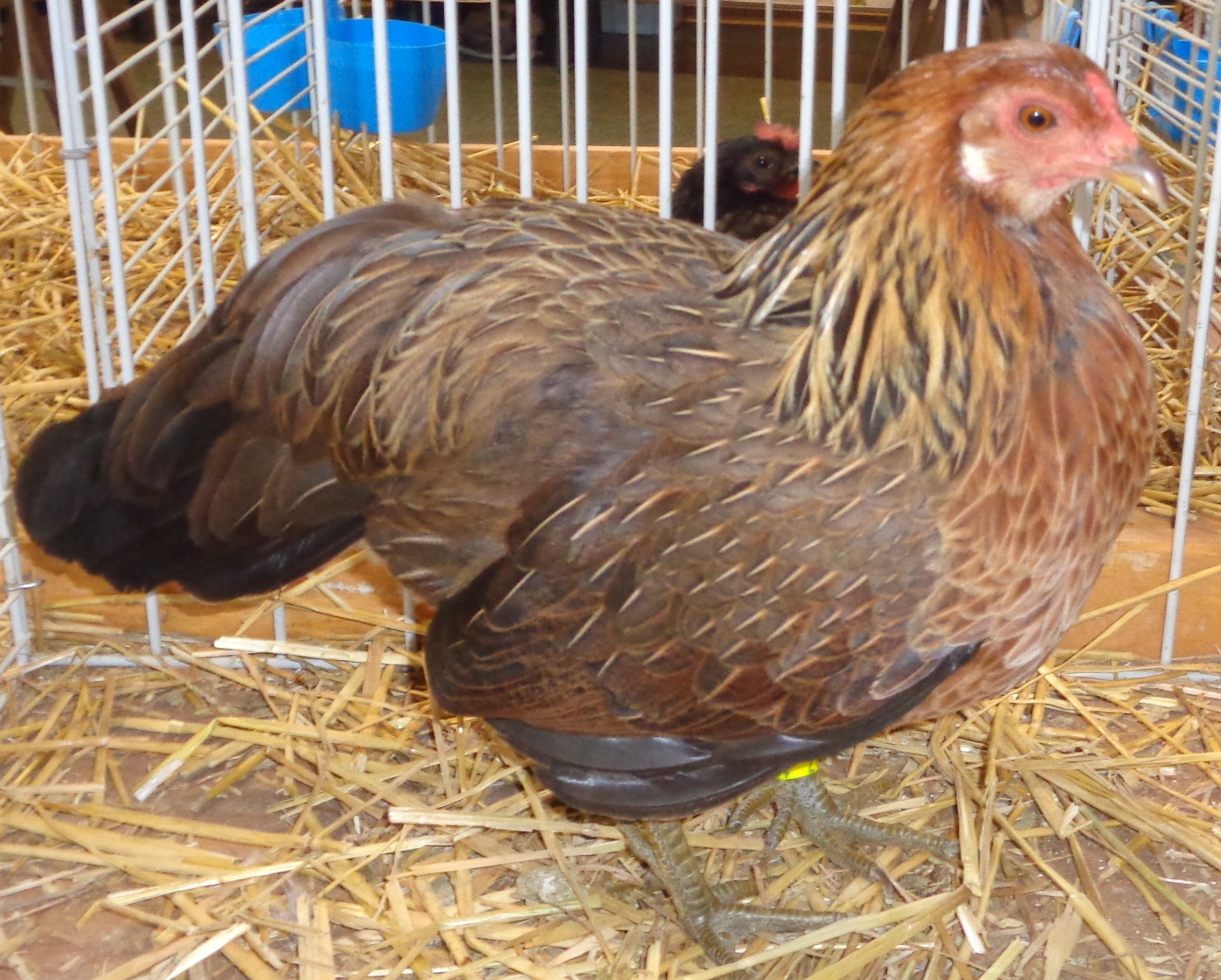
Poule Javanaise saumon doré foncé
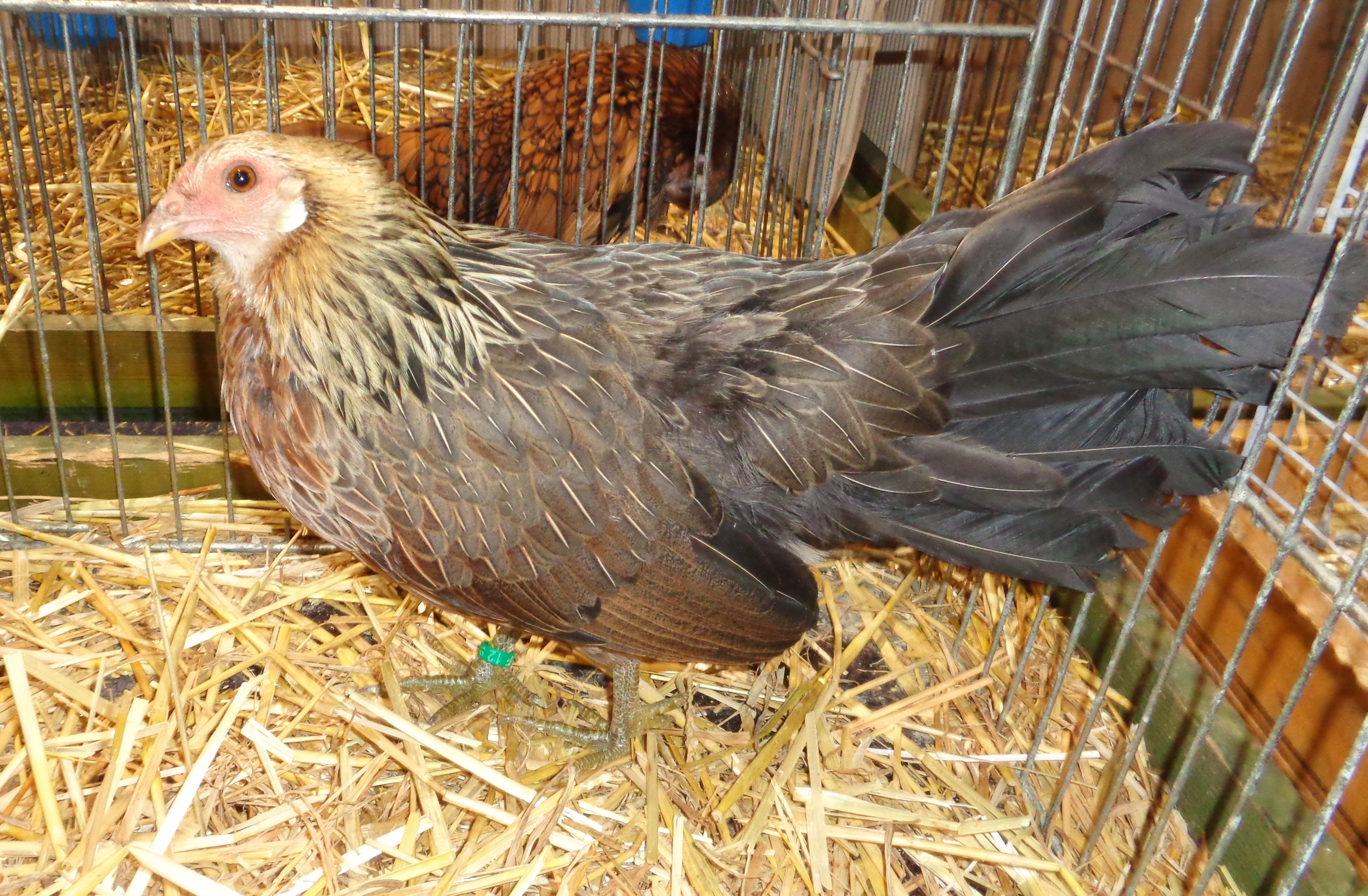
Poule Javanaise saumon doré clair

## Club officiel
- Bantam club français, 2 rue de la fontaine de Jallanges, 37310 Vernou-sur-Brenne.

## Sources
- Le Standard officiel des poules de races naines, édité par le BCF.